# Daffy super héros
Pour plus de détails, voir Fiche technique et Distribution.
Super Daffy (Stupor Duck) est un cartoon américain Looney Tunes de 7 minutes, réalisé par Robert McKimson en 1956. Il met en scène Daffy Duck et parodie Superman.
Daffy est, dans cette histoire, Cluck Trent, un journaliste gringalet et maladroit, mais qui cache sa véritable identité, le super-héros Stupor Duck. Lorsqu'il entend à la télévision, qu'il ne peut voir puisqu'elle se trouve dans la pièce à côté, qu'un vilain (fictif ! puisque tiré d'une émission en cours) du nom d'Aardvark Ratnik veut dominer le monde, il part immédiatement le combattre, après quelques changements de costumes… Enfin, il ne trouve pas son vilain mais des tours en construction, un pont en démolition et un tournage de film, qu'il prend tous pour des situations urgentes...

## Synopsis
Daffy Duck incarne Stupor Duck et son alter ego, Cluck Trent. Le dessin animé commence par une parodie de l'ouverture des Aventures de Superman, qui, après avoir présenté Stupor Duck comme un «être étrange d'une autre planète», montre que Stupor Duck est:
Après l'introduction parodiée, le film procède à l'histoire:
Cluck Trent, un journaliste aux manières douces, prenant une pause dans l'écriture, surprend une conversation venant du bureau de son rédacteur en chef. La conversation unilatérale est celle d'un méchant sur un "feuilleton ringard" que l'éditeur regarde à la télévision. Le méchant du feuilleton invisible s'appelle lui-même «Aardvark Ratnik», un terroriste à l'accent russe déterminé à dominer le monde. Ratnik menace supposément une destruction généralisée (bien que ses demandes ne soient jamais entendues); sa première phrase, après un rire maniaque, est "Vous ne pouvez pas m'arrêter, monsieur le rédacteur en chef!", ce qui conduit Cluck à la conclusion erronée que Ratnik existe réellement, ses menaces sont sérieuses et que l'arrêter est un travail pour Stupor Duck . Cluck court dans le placard à balais pour se changer en son alter-ego (après un changement erroné en costume de sorcière, puis un ajustement mineur aux épaulettes de Stupor Duck) et commence sa recherche de l'antagoniste inexistant. Stupor Duck vole à travers une fenêtre fermée puis frappe un autre bâtiment!
Un par un, Stupor Duck repère des "exemples" du travail supposé d'"Aardvark" et, avant de s'attaquer à chacun d'eux, poussant son cri de guerre, "CECI est un travail pour STU-U-U-POR Duck!". Sa recherche comprend:
1- Un gratte-ciel en cours de destruction. Stupor Duck repousse le bâtiment à la verticale, ne sachant pas qu'il devait être démoli et remplacé par un nouvel hôtel de ville; il est frappé par le contremaître du chantier ("Alors les lumières se sont éteintes partout dans le monde!").
2- Un navire qui coulait, qui était en fait un sous-marin menant des jeux de guerre. Stupor Duck ramène le sous-marin à la surface et est d'abord abattu par son canon de pont; quand il charge un marin qu'il prend pour le vilain "Ratnik" pour essayer de le battre à nouveau, Stupor Duck est rapidement explosé et coulé par l'une des torpilles du sous-marin.

3-Une charge de dynamite à la base d'un chevalet de chemin de fer alors qu'un train passe dessus. Il s'est avéré être un tournage de Warner Brothers. Stupor Duck attrape la dynamite et se dirige vers le ciel, et est explosé {hors écran} par l'expert en explosifs inconscient. L'expert est soudainement couvert de plumes noires alors que le bouclier «S» du costume de Stupor Duck atterrit doucement dans sa main; un Daffy sans plumes et mécontent s'approche et attrape le bouclier en disant: "Je vais juste vous soulager de cela, si ça ne vous dérange pas".
4- Enfin, Stupor Duck entend une sirène alors qu'il survole sans le savoir les terrains d'essai du gouvernement. Il repère ce qu'il croit être une ogive armée, mais qui est en fait une fusée lunaire gouvernementale. Juste après que Stupor Duck atterrit sur le cône de la fusée pour essayer de l'arrêter, celle-ci est propulsée dans l'espace, laissant derrière elle le costume de Stupor Duck... vide !. Alors que la fusée s'élance vers le ciel, deux grimpeurs la voient et crient "Là-haut dans le ciel! C'est un oiseau! C'est un avion! C'est STU-U-UPOR Duck!" Le dernier plan est celui de Daffy, désormais nu, hurlant, toujours accroché à la fusée pour une vie perdue alors qu'elle se dirige vers la lune.

## Récompenses et distinctions

### Nominations
- Saturn Award 2012 :
  - Saturn Award de la meilleure collection DVD (au sein du coffret Superman: The Motion Picture Anthology, 1978-2006)